# 1992 Nouvelle Vague
『1992 Nouvelle Vague』（ナインティーン・ナインティツー・ヌーベルヴァーグ）は、松田聖子通算20枚目のオリジナル・アルバム。1992年3月25日発売。発売元はSony Records。

## 解説
初のセルフプロデュース・アルバム、Nouvelle Vagueはフランス語で「新しい波」という意味。このアルバムからダンスナンバーが格段に増えた。本作より全曲作詞を松田、作曲は松田と小倉良との共作、編曲が鳥山雄司の組合せの楽曲が大半を占める。
先行シングル「きっと、また逢える…」や、発売当時ミュージックステーションでも披露されたダンスナンバー「I Want You So Bad!」を含む。
8月1日にはリカットシングルとして「あなたのすべてになりたい/Shinin' Shinin'」が発売された。
2014年には新たにデジタルリマスタリングされてBlu-Spec CD2で再発売された。

## 収録曲
全曲　作詞：Seiko Matsuda　作曲：Seiko Matsuda/Ryo Ogura　編曲：Yuji Toriyama
1. 1992 ヌーベルヴァーグ
2. Believe In Love
90年代のアルバム曲の中では発売以降もコンサート・ツアーで披露される事が多かった。
3. 永遠の島
4. I Want You So Bad!
アルバム発売当時の『ミュージックステーション』で披露された（3月20日放送）[3]。この曲も90年代以降のコンサートで度々披露されている。
5. Shinin' Shinin'
6. きっと、また逢える…
7. Baby Baby
8. あなたのすべてになりたい
9. You Wanna Know My Name?
10. Fight and Believe

## 参加ミュージシャン
All Vocals & Background Vocals by Seiko Matsuda
- Synth. Program, E. Guitar & A. Guitar: Yuji Toriyama
- Bass: Chiharu Mikuzuki
- Trumpet: Toshio Araki
- Trombone: Yoichi Murata
- Sax: Masato Honda, Yoji Hiruta
- Chorus: Mai Yamane, Satoru Yamane, Eiko Yamane, Rie Inoue, Akie Iwamoto, Yuko Kawai, Eve

## 関連作品
- Believe in Love
  - Bible III
- 永遠の島
  - Seaside 〜Summer Tales〜
- I Want You So Bad!
  - Bible II
- Shinin' Shinin'
  - シングル「あなたのすべてになりたい/Shinin' Shinin'#関連作品」を参照されたい
- きっと、また逢える…
  - シングル「きっと、また逢える…#関連作品」を参照されたい
- Baby Baby
  - Bible II
- あなたのすべてになりたい
  - シングル「あなたのすべてになりたい/Shinin' Shinin'#関連作品」を参照されたい